# Psychoda neoformosana
Psychoda neoformosana és una espècie d'insecte dípter pertanyent a la família dels psicòdids.

## Hàbitat
Els adults són freqüents entre els arbustos i els arbres on els ramats de vaques fan el pasturatge, mentre que les larves es troben en els fems frescos dels mateixos remugants.

## Distribució geogràfica
Es troba a Austràlia: Victòria, Nova Gal·les del Sud i Tasmània.